# Elodes pseudoscutellaris
Elodes pseudoscutellaris es una especie de coleóptero de la familia Scirtidae.

## Distribución geográfica
Habita en Georgia (Asia).